# Microctenopoma
Microctenopoma is een geslacht van straalvinnige vissen uit de familie van de klimbaarzen (Anabantidae).

## Soorten
- Microctenopoma ansorgii (Boulenger, 1912).
- Microctenopoma congicum (Boulenger, 1887).
- Microctenopoma damasi (Poll & Damas, 1939).
- Microctenopoma fasciolatum (Boulenger, 1899).
- Microctenopoma intermedium (Pellegrin, 1920).
- Microctenopoma lineatum (Nichols, 1923).
- Microctenopoma milleri (Norris & Douglas, 1991).
- Microctenopoma nanum (Günther, 1896).
- Microctenopoma nigricans (Norris, 1995).
- Microctenopoma ocellifer (Nichols, 1928).
- Microctenopoma pekkolai (RendAhl, 1935).
- Microctenopoma uelense (Norris & Douglas, 1995).